# Cratere Milanković (Luna)
Milankovič è un cratere lunare di 94,21 km situato nella parte nord-occidentale della faccia nascosta della Luna.
Il cratere è dedicato all'astronomo iugoslavo Milutin Milanković.